# César Fuentes
César Nicolás Fuentes González (* 12. April 1993 in Rancagua) ist ein chilenischer Fußballspieler. Der Mittelfeldspieler wurde sechs Mal chilenischer Meister.

## Karriere

### Verein
César Fuentes schaffte 2011 den Sprung aus der Jugend in die Profimannschaft vom CD O’Higgins. Beim Team von Trainer Eduardo Berizzo konnte sich Fuentes ab der Apertura 2021 einen Stammplatz erarbeiten. Höhepunkt der Zeit in seiner Heimatstadt Rancagua war der Gewinn der ersten Meisterschaft in der Apertura 2013/14. Das Entscheidungsspiel konnte O’Higgins gegen CD Universidad Católica mit 1:0 durch ein Tor von Pablo Hernández für sich entscheiden. In der Copa Libertadores 2014 schied Fuentes mit O’Higgins als Dritter in der Gruppenphase aus. Im Juni 2015 wechselte Fuentes zu Universidad Católica und unterschrieb einen Vierjahresvertrag. In seiner Zeit bei den Cruzados gewann der 1,70 m große Mittelfeldspieler vier weitere Meisterschaften. Im Dezember 2019 gab er seinen Wechsel zu Rekordmeister CSD Colo-Colo für die kommende Spielzeit bekannt. Mit den Albos gewann Fuentes 2022 seine sechste Meisterschaft in Chile. Dazu war ihm 2021 der erste Erfolg in der Copa Chile gelungen.

### Nationalmannschaft
César Fuentes wurde 2023 als älterer Spieler der Chile U-23 für die Panamerikanischen Spiele nominiert und gewann mit dem Team die Silbermedaille. Im Oktober 2023 wurde er von Nationaltrainer Eduardo Berizzo in die A-Nationalmannschaft für das Qualifikationsspiel zur Weltmeisterschaft 2026 gegen Venezuela berufen, kam allerdings nicht zu seinem Länderspieldebüt.

## Erfolge
O’Higgins
- Primera División: 2013/14-A
- Supercopa de Chile: 2014

Universidad Católica
- Primera División: 2015/16-C, 2016/17-A, 2018, 2019
- Supercopa de Chile: 2016, 2019

Colo-Colo
- Primera División: 2022
- Copa Chile: 2021
- Supercopa de Chile: 2022

Chile U23
- Silbermedaille bei den Panamerikanischen Spielen: 2023